# Abapeba echinus
Abapeba echinus là một loài nhện trong họ Corinnidae.
Loài này thuộc chi Abapeba. Abapeba echinus được Eugène Simon miêu tả năm 1896.